# Perfect world
Perfect world er en eksperimentalfilm fra 1990 instrueret af Tom Elling efter manuskript af Tom Elling, Peter Laugesen.

## Handling
Eksperimenterende og symbolfyldt billedværk, der unddrager sig handlingsbeskrivelse, men som udgangspunkt synes at have to unge kvinder, der i et forfaldent havnekvarter erkender, at menneskene ikke længere ved, hvad de søger.